# 新島瑠菜
新島 瑠菜（にいじま るな、2006年3月10日 - ）は、日本の女性声優。岡山県出身。ソニー・ミュージックアーティスツ所属。

## 略歴
2023年1月  ソニー･ミュージック アーティスツ主催声優オーディション「第9回アニストテレス」にて選出。

## 人物
趣味はハムスター、金魚、ハンドメイド。。特技はギター。

## 出演
太字はメインキャラクター。

### ゲーム
未定
- 戦国小町苦労譚 語絵巻 - カタリエマキ -（綾小路静子）